# 望月海淑
望月 海淑（もちづき かいしゅく、1930年 - ）は、日蓮宗の僧、仏教学者、身延山大学名誉教授。

## 人物
山梨県生まれ。立正大学仏教学科卒。1998年「法華経における信行の研究 法華経における信の研究序説」で立正大学より文学博士の学位を取得。身延山短期大学助教授、身延山大学教授、2000年名誉教授。総本山身延山久遠寺庶務部長・布教部長 、山梨県南巨摩郡身延町樋澤坊院首。梵・漢対照の法華経を研究。日蓮宗総合財団賞（学術研究部門）受賞。

## 著書
- 『よくわかる法華経 法華経の中身から日蓮宗までわかる』エール出版社 1976
- 『法華経における信の研究序説』山喜房仏書林 1980
- 『白き蓮の道 日蓮聖人御伝』東方出版 1989
- 『釈尊伝 新仏所行讃物語』宝文館出版 1992
- 『私にとって法華経は』山喜房仏書林 1996
- 『法華経における信と誓願の研究』山喜房佛書林 1999
- 『法華経を読む 法華二十三講』日蓮宗新聞社 さだるま新書 2013
- 『中国初期の佛教の伝道者の物語 神異の宝庫 竺佛図澄・初期佛教の理解者 釈道安伝』創栄出版 星雲社 (発売) 2014

編
- 『法華経と大乗経典の研究』編 山喜房佛書林 2006

## 論文
- Cinii